# Achraf Dari
Achraf Dari (født 6. maj 1999) er en marokkansk fodboldspiller, der spiller for den franske klub Brest.
Han blev udtaget til Marokkos trup til VM i fodbold 2022 i Qatar.